# Kemoneng
Kemoneng is een bestuurslaag in het regentschap Bangkalan van de provincie Oost-Java, Indonesië. Kemoneng telt 1683 inwoners (volkstelling 2010).